# Exécution (Yue Minjun)
Pour les articles homonymes, voir Exécution.
Exécution (The Execution) est un tableau du peintre chinois Yue Minjun, réalisé en 1995.

## Description
Cette huile sur toile, la plus célèbre de l'artiste, met en scène l'exécution de quatre condamnés devant un mur rouge. Leurs trois bourreaux les mettent en joue comme avec des fusils, mais leurs mains sont vides ; tandis qu'un quatrième est vu de face au premier plan, tenant lui aussi comme un fusil invisible. Comme d'habitude chez Yue Minjun, tous les personnages sont représentés hilares.
L'œuvre est fortement inspirée du Tres de mayo de Francisco de Goya (1814) et de L'Exécution de Maximilien d'Édouard Manet (1867, qui était elle-même inspirée de l'œuvre de Goya).

## Accueil et interprétation
Exécution a pu être interprétée comme une critique du Parti communiste chinois, et plus particulièrement une référence à la répression des manifestations de la place Tian'anmen en 1989. Ainsi, lorsque le tableau a été vendu à un collectionneur anonyme par une galerie de Hong Kong en 1995, une des conditions de la vente était qu'il ne devait pas être montré en public, sous peine de mettre l'artiste en danger. En 2007, la toile est vendue aux enchères chez Sotheby's, à Londres, pour la somme-record (pour une peinture chinoise contemporaine) de 3,74 millions d'euros. Le contexte a changé et l'artiste ne risque plus rien en raison de sa notoriété. Cependant, il a tenu à prendre ses distances avec ces interprétations : « Je ne veux pas que le public pense à un lieu ou à un événement », a-t-il dit à CNN, et a nié que le mur rouge dans le fond de sa peinture est celui de la Cité interdite, sur la place Tian'anmen : « Cette peinture exprime mes sentiments, ce n'est pas une critique. »